# Al-Junayd ibn Abd-ar-Rahman al-Murrí
Al-Junayd ibn Abd-ar-Rahman al-Murrí (àrab: الجنيد بن عبد الرحمن المري, al-Junayd b. ʿAbd ar-Raḥmān al-Murrī) fou un general i governador omeia.
Fou nomenat governador del Sind i Multan el 724. En aquestes zones era sobirà l'indi Júixaba ibn Dhàbir que havia reconegut el califa i s'havia fet musulmà, però Al-Junayd el va fer matar i es va apoderar del seu regne. El germà del rei, que volia anar a Bagdad a queixar-se al califa, fou també assassinat. Va governar fins al 729 i va fer diverses expedicions entre elles al regne d'al-Kiraj que va conquerir (probablement de manera temporal). Després de sortir va esclatar una revolta que va fer perdre el Sind al califat.
Fou nomenat governador del Khorasan segons al-Baladhuri el 730, on el se predecessor al Khorasan, Aixras ibn Abd-Al·lah as-Sulamí, s'enfrontava als turcs a Bukharà; després de diversos combats es va unir a Aixras i va derrotar els turcs a Zarman prop de Samarcanda. Retornat al Khurasan va atacar Tukharistan i aviat va retornar a Transoxiana cridat pel governador de Samarcanda Sawra ibn al-Hurr at-Tamimí, amenaçat pels turcs. Va avançar des de Kiss cap a Samarcanda per la ruta de muntanya però al creuar pel Coll de Takhtakaratxa fou atacat per la gent de Sughd, Shash i Fergana i es va lliurar la famosa batalla de la Gorja, en què va patir serioses pèrdues però va aconseguir passar. Va cridar a Sawra que va obeir i va abandonar Samarcanda anant en el seu ajut però les seves forces foren aniquilades pels turcs i ell mateix mort, tot i que fou això el que va permetre a al-Junayd arribar a Samarcanda. Bukharà també era atacada pels turcs i estava defensada per Qàtan ibn Qutayba i va organitzar una expedició en el seu ajut, derrotant els turcs a at-Tawawis (730 o 731) alliberant la ciutat.
El 734 es va casar amb al-Fàdila, filla del rebel Yazid ibn al-Muhàl·lab, provocant la còlera del califa que el va destituir. Va morir de malaltia a Merv poc després.